# Кобилянський Люцій Ремігійович
Лю́цій Ремігі́йович Кобиля́нський (нар. 1855 або 11 лютого 1860, Золотоноша, Полтавська губернія або Київська губернія, Російська імперія — † 1941, Прага, Чехословаччина) — український лікар, громадський і культурний діяч, посол УНР в Угорщині.

## Біографія
Родом із Київщини.
Закінчив Київський університет.
У 1870-х роках був членом київської «Старої громади».
Перебуваючи на Кавказі як губернський медичний інспектор, вів культурну працю. Зокрема, був головою «Просвіти» в Баку. У Владикавказі познайомився з Михайлом Грушевським, який у «Споминах» писав:
| «Сильніш захопила мене, хоч ненадовго, інша знайомість того ж часу — з лікарем Кобилянським. Він, здається, переїхав до Владикавказу і взяв собі місце лікаря при «городськім училищу», що належало до дирекції мого батька. Відти знайомість. Батько кілька разів запрошував його на лікарську пораду. Кобилянський познайомився зо мною і з моєю сестрою, запросив до себе, і ми були кілька разів у них. Дім був гамірний і людний, Кобилянський сам іще молодий, був жонатий з колишньою учителькою, теж людиною досить товариською; жила у них її сестра, молода дівчина, приїздив його молодший брат, фармацевт. Радо приймали там переїзжих акторів і артистів, співаків, концертантів тощо; брали участь в організації різних концертів, спектаклів, вечорів на різні добродійні цілі і на користь симпатичних концертантів. У зв'язку з тим товкся там різний молодий і підстарший люд, коли не веселий, то з претензіями на веселість; точилися розмови на різні не тільки жартовливі, а й поважніші теми. Але з сим товариством ні я, ні сестра моя не ув'язались, видимо, були ми для нього елементом стороннім, але з самим Кобилянським знайшлись у нас спільні українські інтереси, ми з ним скоро перейшли в розмові на українську мову, і се властиво перша моя знайомість суто українська — свідомо українська, так би сказати, Кобилянський був родом з Коростишева, з польської родини, називався дуже по-католицьки — Люцій Ремігієвич, але польського духу не було в нім, в ідеології себто, ні кришки. Не знаю, де і коли саме він українізувався, але, очевидно, студентські літа свої в Київськім університеті він провів в українськім товаристві, в українських гуртках, і се українське товариське життя середини 1870х років (перед турецькою війною 1877 p., коли студентів-медиків старших курсів мобілізовано на війну, в тім числі і Кобилянського) зісталось в його споминах на все життя найяскравішим моментом, а в розмовах наших головною і центральною темою». |
В роки Першої світової війни - дивізійний лікар 8-ї Сибірської стрілецької дивізії.
Від 8 серпня 1917 року — член Української Центральної Ради від Української партії соціалістів-революціонерів (УПСР). Обрано від Всеукраїнської ради військових депутатів як лікаря 8-ї Сибірської стрілецької дивізії (Західний фронт) .
У 1917-1918 рр. - головний лікар Київського головного клінічного шпиталю Армії УНР.
У 1918—1919 роках був радником українського посольства в Туреччині. Від 9 до 20 грудня 1920 року виконував обов'язки голови Надзвичайної дипломатичної місії УНР в Угорщині як тимчасовий повірений .
В еміграції — у Чехословаччині. Помер 1941 року. Похований у Празі на Ольшанському цвинтарі.

## Родина
Дружина - Ольга (9 вересня 1955 - ?), син Віктор (2 квітня 1913 - ?).